# Hans Wießmann
Hans Wießmann (* 26. Februar 1888 in Fürth; † 17. Dezember 1935 in Jena) war ein deutscher Agrikulturchemiker und Bodenkundler.

## Leben
Hans Wießmann studierte Naturwissenschaften an der Universität München und promovierte 1911 an der Universität Erlangen mit einer Dissertation über das chemische Element Ruthenium. Anschließend war er als wissenschaftlicher Assistent am dortigen Universitätsinstitut für Botanik tätig. Von 1915 bis 1925 arbeitete er am Institut für Agrikulturchemie und Bakteriologie der Landwirtschaftlichen Hochschule Berlin. Während dieser Zeit entstanden beachtenswerte Arbeiten, u. a. über die chemische Konservierung von Stallmist und Jauche sowie über den Einfluss des Lichtes auf Wachstum und Nährstoffaufnahme landwirtschaftlicher Kulturpflanzen. Gemeinsam mit dem Agrikulturchemiker Otto Lemmermann veröffentlichte er in der „Zeitschrift für Pflanzenernährung, Düngung und Bodenkunde“ mehrere Beiträge über die ertragssteigernde Wirkung von Kieselsäure bei unzureichender Phosphatdüngung. 1921 verlieh ihm die Landwirtschaftliche Hochschule Berlin die Venia legendi für das Fach Bodenkunde.
1925 ging Wießmann nach Rostock und übernahm die Leitung der wissenschaftlichen Abteilung der Landwirtschaftlichen Versuchsstation. Gleichzeitig hielt er Vorlesungen über Bodenkunde und Pflanzenernährung an der dortigen Universität. 1926 wurde er zum außerordentlichen Professor ernannt. Im selben Jahr veröffentlichte er unter dem Titel Agrikulturchemisches Praktikum ein Studien- und Lehrbuch über quantitative Analysen, das sich bei den Studierenden großer Beliebtheit erfreute und von dem nach Wießmanns Tod noch zwei neubearbeitete Auflagen erschienen sind.
1930 wurde Wießmann zum Direktor der Landwirtschaftlichen Versuchsstation Kassel-Harleshausen ernannt. 1932 folgte er einem Ruf an die Universität Jena als Professor und Direktor des Instituts für Agrikulturchemie. Gleichzeitig übernahm er die Leitung der Thüringischen Landwirtschaftlichen Versuchsstation. In Jena bearbeitete er besonders Fragen der Gasabsorption in Ackerböden. Von 1934 bis 1935 war Wießmann Vorsitzender des „Verbandes Deutscher Landwirtschaftlicher Untersuchungsanstalten“. Eine Chlorgasvergiftung, die er sich während einer Experimentalvorlesung zugezogen hatte, führte zu seinem frühzeitigen Tode.

## Publikationen (Auswahl)
- Studien über Ruthenium. Diss. phil. Univ. Erlangen 1911.
- Über den Einfluss des Kaliums auf die Entwicklung der Pflanzen und ihren morphologischen und anatomischen Bau bei besonderer Berücksichtigung der landw. Kulturpflanzen. Habil.-Schr. Landw. Hochschule Berlin, 1921.
- Einfluß des Lichtes auf Wachstum und Nährstoffaufnahme bei verschiedenen Getreidegattungen. In: Landwirtschaftliche Jahrbücher Bd. 56, 1921, S. 155–168.
- Agrikulturchemisches Praktikum. Quantitative Analyse. Zum Gebrauch für Studierende der Agrikulturchemie, Land- und Forstwirtschaft sowie Naturwissenschaften. Verlag Paul Parey Berlin 1926. – 2. u. 3. völlig neubearb. Aufl. von Kurt Nehring, ebd. 1951 und 1960.
- Bestimmung des Nährstoffgehaltes der Böden durch den Gefäßversuch. In: Die landwirtschaftlichen Versuchs-Stationen Bd. 107, 1928, S. 275–298.
- Untersuchungen über das Wirkungsgesetz der Wachstumsfaktoren in seiner Anwendung auf den Stickstoff. In: Pflanzenbau Jg. 5, 1928/29, S. 61–70.